# SpieZ ! Nouvelle Génération
Totally Spies!
SpieZ ! Nouvelle Génération (The Amazing Spiez!) est une série télévisée d'animation franco-canadienne en 52 épisodes de 22 minutes éditée par Marathon Média, diffusée du 15 mars 2009 au 25 mai 2012 sur TF1 et Canal J, et est développée par Corporation Image Entertainment et créée par David Michel et Vincent Chalvon-Demersay. 
Au Royaume-Uni, la série a été diffusée pour la première fois à partir de 2008 sur GMTV dans l'émission Toonattik et rediffusée jusqu'en 2010. En France, la série est diffusée à partir du 15 mars 2009 sur TF1 dans l'émission TFOU et rediffusée depuis[Information douteuse] septembre 2009 sur Canal J puis sur Gulli, et au Québec sur Télétoon.

## Synopsis
Quatre jeunes agents secrets frères et sœurs, Lee, Megan, Marc et Tony, ont été choisis par le WOOHP pour devenir des espions internationaux. Ensemble, ces jeunes espions vont apprendre à jongler entre la vie quotidienne et l'espionnage.
Cette série est dérivée de la série Totally Spies!, dont bon nombre de personnages s'y retrouvent également.

## Personnages
- Lee Clark : Lee est l'aîné de la famille Clark aux cheveux bruns et aux yeux bleus. Il est aussi le plus fort et le plus athlétique de l'équipe. Pour lui, il n'y a rien de plus important que ses frères et sœurs. Il accepte des missions uniquement pour veiller sur ses frères et sœurs. Sa combinaison d'espion et son MPCom sont rouges.

- Megan Clark : Megan est la sœur jumelle de Marc aux cheveux noirs et aux yeux verts. Elle est optimiste et pleine d'énergie. Sa relation avec ses frères est parfois problématique, puisque les garçons la traitent parfois comme la cinquième roue du carrosse. Loin d'être affectée cependant, elle fait tout pour passer le plus de temps possible avec ses frères. Son costume d'espion et son MPCom sont roses.

- Marc Clark : Marc est le frère jumeau de Megan avec des cheveux châtain clair (comme sa mère) et des yeux noisette. L'étendue de ses connaissances est impressionnante. Il est l'élève le plus doué de son école et est souvent pris pour un aide aux devoirs. À la fois intellectuel et bricoleur, aucune énigme ou machine ne résiste à son intelligence et à son sens du hacking. Mais son seul défaut est sa grande sensibilité, qui peut parfois le rendre trop crédule, voire un peu immature. Sa combinaison d'espion et son MPCom sont bleus.

- Tony Clark : Tony est le plus jeune de l'équipe aux cheveux noirs et aux yeux verts. Il est un fonceur hyperactif et pragmatique et croit que chaque problème a une solution simple et évidente. Il ne réfléchit pas non plus avant d'agir, ce qui peut parfois mettre tout le monde en difficulté. Il aime être un espion et veut prouver qu'il est aussi fort et courageux que ses frères et sœurs, même s'il est le plus jeune. Son costume d'espion et son MPCom sont jaunes.

- Gerald "Jerry" Lewis : Jerry est à la tête du World Office Of Human Protection (WOOHP). Il envoie les espions en mission et leur fournit leurs gadgets.

- Les Parents Clark : la mère s'appelle Karen et travaille dans l'immobilier, tandis que le père se nomme Cal et est le gérant d'un magasin de sport . Les SpieZ apprennent lors d'une mission [1] que leurs parents étaient autrefois des espions qui travaillaient pour une autre agence que le WOOHP nommé OPSIE, et qu'ils en étaient la meilleure équipe. Ils décidèrent de se retirer de l'espionnage pour se marier et ils eurent la mémoire effacée pour pouvoir fonder une famille. Leurs parents ont toutefois gardé leurs réflexes d'espions : dans l'épisode Les Jumeaux du Chaos (1re partie), lors de l'attaque des Jumeaux du Chaos, ils se défendent avec grand talent sous le regard ahuri de leurs enfants. Jerry n'était pas du tout au courant du passé des parents des SpieZ.

- WOOHP 123 : c'est un ancien puissant ordinateur du WOOHP[2], qui a déjà essayé de tuer les SpieZ.

- Sam, Clover et Alex : Les héroïnes de Totally Spies! sont mentionnées à quelques reprises dans la série par Jerry et les criminels qu'elles ont capturé au cours de leurs missions.

- Tami : Tami est la "Mandy" de la série. Elle déteste les SpieZ à l'exception de Lee dont elle est amoureuse. Comme Mandy des Totally Spies !, Tami s'efforce toujours d'être la fille la plus remarquée et la plus populaire avec un caractère insupportable. Elle a les cheveux blonds et les yeux violets.

## Combinaison et gadgets
Comme les Spies, les SpieZ possèdent une combinaison intégrale moulante et de supers gadgets intégrés.
Leur gadgets principaux sont les Jetboots, le MPcom et le Visiocom.

## Voix françaises
- Donald Reignoux : Lee Clark
- Caroline Mozzone : Megan Clark
- Alexandre N'Guyen : Marc Clark
- Céline Ronté : Tony Clark
- Jean-Claude Donda : Jerry Lewis, Terence, Jerry 2.0
- Emmanuel Garijo : Cal Clark, Stony Falcon, Bucky Alder, Bob le Homard, Les jumeaux du chaos, Elvis la Glisse, M. Squale, Fructosotouchoco, Jean Rifort
- Valérie Siclay : Karen Clark (1re saison)
- Alexandra Garijo : Karen Clark (2e saison), Melinda, Directrice Shields, Tante Trudi, Dr. Biz-Biz
- Delphine Braillon : Tami
- Claire Guyot : Sam
- Fily Keita : Clover
- Céline Mauge : Alex
- Adrien Antoine : Dean
- Vanina Pradier : Sherry
- Charles Pestel : Jimmy, Mel, Archibald Cranton
- Françoise Blanchard : Kat, Mamie Traillette, WOOHP 123
- Alexis Tomassian : Boogie Gus, Gus Junior, Davey Hacker, Derek
- Christophe Lemoine :  Le réalisateur, Le jongleur, Le Proviseur du collège d'Oakland, Léon le Caméléon
- Patrick Préjean : Larry, Paul Cocotte
- Sarah Marot : Tress
- Vincent Ropion : Brock Chambers, Macho-man
- Joël Zaffarano : Sebastian
- Edwige Lemoine : Karen Clark (voix de remplacement; temporairement)